# Чемпионат мира по конькобежному спорту на отдельных дистанциях 2020 — командная гонка (мужчины)
Соревнования в командной гонке среди мужчин на чемпионате мира по конькобежному спорту на отдельных дистанциях 2020 года прошли 15 февраля на катке «Олимпийский овал Юты» в Солт-Лейк-Сити, США. Участие приняли 8 команд.

## Результаты
| Место | Пара | Страна                                                                | Время   | Отставание |
| ----- | ---- | --------------------------------------------------------------------- | ------- | ---------- |
| 1     | 2    | Нидерланды · Свен Крамер · Марсел Боскер · Дауве де Врис              | 3.34,68 | WR         |
| 2     | 3    | Япония · Сейтаро Итионэ · Рику Цутия · Шейн Уильямсон                 | 3.36,41 | +1.73      |
| 3     | 4    | Россия · Сергей Трофимов · Руслан Захаров · Данила Семериков          | 3.37.24 | +2.56      |
| 4     | 4    | Канада · Тед-Ян Блумен · Джордан Бельчос · Тайсон Лангенар            | 3.38,27 | +3.59      |
| 5     | 1    | США · Эмери Леман · Этан Кепуран · Йен Квинн                          | 3.38,51 | +3.83      |
| 6     | 3    | Италия · Андреа Джованнини · Никола Тумолеро · Микеле Малфатти        | 3.38,96 | +4.28      |
| 7     | 2    | Норвегия · Сверре Лунде Педерсен · Хальгейр Энгебротен · Ховард Бёкко | 3.41,22 | +6.54      |
| 8     | 1    | Новая Зеландия · Питер Майкл · Джош Уайт · Кайрин Хьюз                | 3.44,78 | +10.10     |